# Galeria Virtual
Galeria Virtual va ser un projecte dedicat a l'exploració de la realitat virtual com a mitjà artístic creat a la ciutat de Barcelona el 1993.
El col·lectiu, format per Roc Parés (provinent de les Belles Arts) i Narcís Parés (enginyer informàtic), germans d'origen mexicà però residents a Catalunya, es dedicava principalment a la recerca i experimentació a través de projectes interdisciplinaris que integraven art contemporani amb tecnologies audio-visuals, posant especial atenció a la Realitat Virtual (RV). L'objectiu principal de Galeria Virtual va ser estudiar les propietats específiques de la informació tecnològica i el seu impacte dins la cultura contemporània. En tots i cada un dels seus projectes dissenyaren i desenvoluparen un nou sistema interactiu i interfícies que redefinien els conceptes d'espai, temps, llum, cos, subjectes, objecte, gènere o límit.
Durant els set anys en què va estar en marxa, Galeria Virtual va fer projectes amb artistes visuals i creadors com Joan Fontcuberta, Màrius Serra, Perry Hoberman i Andrés Lewin-Richter, entre d'altres. Molts d'aquests treballs han estat presentats i premiats a diverses cites internacionals a centres i museus d'Europa i Amèrica, com el Centre de Cultura Contemporània de Barcelona (CCCB), l'Arts Santa Mònica de Barcelona, la Fundació Joan Miró, el Museu Nacional Centro de Arte Reina Sofia (MNCARS) de Madrid, la Tate Gallery de Londres o la Galeria d'Art d'Ontario (AGO) de Toronto. El seu treball cridà l'atenció de nombrosos mitjans de comunicació (City TV, El Temps, Cape X, World Art, etc.) i l'interès de curadors i crítics (D. De Kerckhove, J.L. Brea, J. Lebrero, J. Grieve, etc.).

## Obres
Entre els projectes més destacats dels germans Parés hi ha El ball del fanalet (Cicle Singulars Elèctrics de la Fundació Joan Miró, Barcelona, 2000), en què diferents usuaris armats amb un fanalet de paper interaccionen deixant un rastre de llum al seu pas i modificant el seu entorn; Hèlium (2004), on els participants segueixen en vídeo, de final a principi, el viatge cel enllà d'un grup de globus inflats d'heli que ells mateixos han preparat; o SIL01 (2006), en què una sitja de pinso esdevé un espai d'interacció acústica i visual. Tots ells, amb una elevada càrrega experimental, tecnològica i social, que pretén fer observar i viure el nostre món des d'una òptica diferent i sovint desconeguda.